# Ochotona erythrotis
Thỏ cộc đỏ Trung Quốc (Ochotona erythrotis), (tiếng Anh: Chinese Red Pika) là một loài động vật có vú nhỏ trong Họ Ochotonidae trong Bộ Thỏ. Chúng có chi ngắn, đuôi nhỏ và tai tròn điển hỉnh như các loài thỏ cộc khác. Điều làm loài này nổi bật là màu đỏ đặc sắc trong tấm da của chúng. Thỏ cộc Trung Quốc thường sống ở địa hình đá ở độ cao từ 600 đến 1200 mét, và là loài đặc hữu của các tỉnh Đông Thanh Hải, Tây Cam Túc và Bắc Tứ Xuyên của Trung Quốc, và Đông Tây Tạng. Loài này được Büchner mô tả vào năm 1890.